# Gutanów
Gutanów – wieś sołecka w Polsce położona w województwie lubelskim, w powiecie lubelskim, w gminie Garbów.
Wieś szlachecka położona była w drugiej połowie XVI wieku w powiecie lubelskim województwa lubelskiego. W latach 1975–1998 miejscowość administracyjnie należała do ówczesnego województwa lubelskiego.
Wieś stanowi sołectwo gminy Garbów. Według Narodowego Spisu Powszechnego z roku 2011 wieś liczyła 481 mieszkańców.
Wierni Kościoła rzymskokatolickiego należą do parafii Przemienienia Pańskiego w Garbowie.